# Шлірбах (Геппінген)
Шлірбах (нім. Schlierbach) — громада в Німеччині, знаходиться в землі Баден-Вюртемберг. Підпорядковується адміністративному округу Штутгарт. Входить до складу району Геппінген.
Площа — 10,97 км2. Населення становить 3926 ос. (станом на 31 грудня 2020).